# توراچی
توراچی (انگلیسی: Turachi) یک شهرک در شهرستان ایلیشفسکی استان باشقیرستان کشور روسیه است.